# Гурбатов, Турал Аллахверян оглы
Турал Аллахверян оглы Гурбатов (азерб. Qürbətov Tural Allahverən oğlu; 1 марта 1993, Баку) — азербайджанский футболист, амплуа — нападающий. Защищал цвета юношеской сборной Азербайджана до 19 лет.

## Клубная карьера
Турал является воспитанником ФК «Баку» в составе которого начинал свои выступления в 2011 году. Выступает как в дублирующем, так и в основном составах клуба. В 2013 году, на правах арнеды пол сезона выступал за клуб Первого дивизиона — «Локомотив-Баладжары». В январе 2014 года, во время зимнего трансферного окна вновь вернулся в состав ФК «Баку».

### Чемпионат
Статистика выступлений в чемпионате Азербайджана по сезонам:
| № | Сезон       | Клуб                  | Игр | Голов |
| - | ----------- | --------------------- | --- | ----- |
| 1 | 2011 / 2012 | «Баку»                | 6   | 0     |
| 2 | 2012 / 2013 | «Баку»                | 3   | 0     |
| 3 | 2013 / 2014 | «Локомотив-Баладжары» | 12  | 9     |
| 4 | 2013 / 2014 | «Баку»                | 3   | 0     |

### Кубок
Будучи игроком ФК «Баку» и ФК «Локомотив-Баладжары» провёл в Кубке Азербайджана 2 игры.
| № | Дата            | Раунд                    | Клуб          | Соперник              | Итог  |
| - | --------------- | ------------------------ | ------------- | --------------------- | ----- |
| 1 | 28 ноября 2012  | второй раунд, 1/8 финала | «Баку»        | «Сумгаит»             | 3 : 1 |
| 2 | 23 октября 2013 | первый раунд             | «Миль-Мугань» | «Локомотив-Баладжары» | 4 : 2 |

## Сборная

### U-19
Дебютировал в составе юношеской сборной Азербайджана до 19 лет 6 октября 2011 года в Баку, в отборочном матче Чемпионата Европы среди футболистов до 19 лет, против сборной Швеции, в котором азербайджанская команда одержала победу со счётом 1:0. Провел на поле все 90 минут матча.

## Достижения
- 2012 год — победитель Кубка Азербайджана в составе ФК «Баку»;